# Paraleptophlebia jeanae
Paraleptophlebia jeanae är en dagsländeart som beskrevs av Berner 1955. Paraleptophlebia jeanae ingår i släktet Paraleptophlebia och familjen starrdagsländor. Inga underarter finns listade i Catalogue of Life.